# Памятники Сталину
Памятники Сталину — категория скульптурных произведений, бывших неотъемлемой частью советской традиции монументального искусства 1930-х — середины 1950-х годов, один из символов того времени в СССР и в большинстве социалистических стран. Часть культа личности Сталина, созданного советской пропагандой и разоблачённого в 1956 году на XX съезде КПСС. Рудименты этого культа до сих пор проявляются в России и на постсоветском пространстве в целом.

## История

### Памятники Сталину в сталинские времена
Первый памятник Иосифу Сталину был выполнен скульптором Матвеем Харламовым в 1929 году, в канун празднования 50-летия Сталина в виде бюста в Ленинграде. К очередному юбилею вождя (55-летия) чести ваять были удостоены скульпторы Сергей Меркуров и Николай Василик, так как Матвей Харламов скончался в 1930 году.
В 1932—1933 годах бюсты Сталина работы Николая Василика «вышли в тираж» на Гжельском керамическом заводе «Всекохудожник». Отличительная черта ранних бюстов работ Харламова и Василика — стоячий воротник мундира и отсутствие регалий. Бюсты Иосифа Сталина, выполненные по модели скульптора Софьи Сигизмундовны Харламовой (жены Матвея Харламова), позднее тиражировались по стране и отличались от работ мужа также отложным воротником.
Наиболее активно стали устанавливаться памятники Сталину с середины 1930-х годов.
Памятники Сталину значительных размеров, как правило, устанавливали в центре города, села, посёлка на центральной улице, площади, нередко носившей имя самого Сталина, возле административных зданий. Памятники Сталину меньших размеров устанавливали в парках, скверах, садах, пришкольных участках, больничных городках и территориях высших и средних учебных заведений. В Москве памятник вождю установили даже в алтаре православного храма. Ещё одним местом установки памятников были железнодорожные вокзалы: скульптуры Сталина, равно как и Ленина, встречали гостей многих городов на привокзальных площадях и прямо на перронах.
Часто Сталина изображали рядом с Лениным. Самым популярным стал памятник «Ленин и Сталин в Горках» работы украинских скульпторов Ефима Белостоцкого, Григория Пивоварова и Элиуса Фридмана. Один из первых таких памятников был установлен в 1937 году в Москве, в сквере Химкинского вокзала. Этот памятник был рекомендован сверху как образец, отливался из бетона и был установлен чуть ли не во всех областных центрах СССР. На нём два вождя сидят на скамейке. Дело в том, что этот памятник имел успех на выставке искусства в Москве в 1938 году. По слухам, он понравился самому Сталину, и в разных городах поспешили порадовать вождя народов. Устанавливать этот парный монумент массово начали в конце 1930-х годов. На этом памятнике Ленин был изображён сидящим в непринуждённой позе, закинув ногу на ногу, заложив левую руку за спину Сталина, а Сталин был изображён чуть наклонившись, держащим в левой руке некие листы бумаги (возможно карту), спускающиеся к ногам. Были и подобные памятники, слегка отличающиеся от оригинала. Так, например в Кировограде на сельскохозяйственной выставке вожди были изображены несколько по-иному: у Ленина ноги рядом, а не одна на другой, а Сталин с неким планом на правом колене. Во второй вариации этого памятника в руке Ленина появляется развёрнутая книга. В третьей вариации памятника вожди беседуют друг с другом без всяких бумаг перед собой.
В послевоенные годы появился и второй вариант памятника «Ленин и Сталин в Горках». Он являлся копией предыдущего, с той лишь разницей, что ноги Ленина были покрыты шинелью, а у Сталина шинель наброшена на левое плечо; ноги Сталина также укрыты. Этот вариант был распространён чуть менее двух предыдущих. Такие скульптуры находились, в частности, в Алчевске, Бендерах, Гродно, Кировограде, Луцке, Минске, Одессе, Сызрани и других городах.
В 1949 году скульптором Вениамином Пинчуком (в соавторстве с Робертом Тауритом) был исполнен и третий вариант памятника «Ленин и Сталин в Горках», где Ленин был изображён сидящим с книгой в правой руке и слегка дотрагивающимся левой рукой до руки Сталина, а Сталин — стоящим рядом, со свитком в левой руке, опирающийся правой рукой на балюстраду. В послевоенные годы это стал наиболее массовый вариант парного памятника Ленину и Сталину, устанавливавшийся, как правило, в скверах и парках во многих городах и сёлах Советского Союза. В Москве же, особенно на территории парков и скверов, он был размножен в ещё большем числе. Последний такой памятник был открыт в 1955 году в городе Новосиль Орловской области. Разновидностей такого памятника не было. Все памятники были абсолютно точной копией оригинала.
Довольно часто одинаковые варианты памятника «Ленин и Сталин в Горках» одновременно устанавливались в разных местах одного и того же города (например в Алма-Ате, Архангельске, Омске, Пензе, Симферополе, Сочи, Туле, Харькове).
В своём большинстве парные памятники «Ленин и Сталин в Горках» были демонтированы во второй половине 1950-х — начале 1960-х годов. Нередко сначала убирали только Сталина, а Ленина оставляли одного, причём в нелепо повёрнутой позе, неизвестно к кому обращённого, но потом убирали и Ленина. Однако в некоторых местах подобные памятники с одним Лениным остались по сей день.
Особняком на фоне множества памятников «Ленин и Сталин в Горках» выделяется монумент в одном из населённых пунктов Узбекистана, отлитый по оригинальной модели. От типового он отличается прежде всего размером (в два раза больше) и чуть видоизменённым положением фигуры Сталина, с руками на коленях и без каких-либо бумаг. Ленин на этом памятнике изображён со сомкнутыми руками. Повторений этого варианта пока не выявлено.
Оригинальных парных памятников Ленину и Сталину, отличных от вышеупомянутых, в СССР было очень мало. Например эти два: в Белгороде на областной сельскохозяйственной выставке и Москве на станции метро «Краснопресненская». На обоих памятниках вожди изображены в полный рост, причём на «Краснопресненской» Сталин запечатлён молодым, как оно и должно быть (во время Октябрьской революции Сталину не было и 40 лет).
Наиболее растиражированным по количеству памятников стал монумент Сталину на канале имени Москвы (скульптор Сергей Меркуров). Подобные этому памятнику копии меньшего размера устанавливались практически во всех крупных городах. По популярности данный памятник занимал первое место в СССР.
В Москве было установлено более десятка подобных памятников: в Парке Культуры и Отдыха имени Сталина, в парке Сокольники, в МПГУ, в Сталинском посёлке на водопроводной станции, на ВСХВ в павильоне Азербайджанской ССР и павильоне Дальнего Востока, на площади Свердлова у Большого театра, в метро на станции «Автозаводская», у главного корпуса ЦНИИС железной дороги, у Дворца пионеров, в гостинице «Москва», в центральном зале Главного Почтамта. В Таганроге стояло четыре таких памятника: в городском парке, на улице Фрунзе, возле Дворца культуры Комбайностроителей и у железнодорожного вокзала. В Ташкенте такие памятники были в парке имени Пушкина и у входа в парк имени Сталина.
Даже в Нью-Йорке, в США, красовался памятник — во вводном зале Советского павильона на Всемирной выставке в 1939 году.
Подобные памятники в то время можно было встретить в лагере «Артек», Баку у музея имени Сталина, Быхове Могилёвской области Белорусской ССР, в Вологодской области у реки Оять и в Великом Устюге, Ессентуках Ставропольского края, Звенигороде Московской области на территории санатория имени Карла Либкнехта, Калинине у местного клуба, Кирове на набережной, Коврове Владимирской области в парке имени Василия Дегтярёва и парке Экскаваторостроителей (ныне парк Патриот), Ленинграде на Металлическом заводе имени Сталина, Ливадии Крымской АССР, Магнитогорске Челябинской области, Медногорске Оренбургской области, Свердловске у входа в Уральский Индустриальный институт имени Кирова, Перми на заводе имени Сталина, Сочи (на мысе Видный), Сталинграде у музея Обороны Сталинграда, Сталино в парке имени Постышева, Сталинске, Тамбове на Привокзальной площади, Тбилиси в Парке Культуры и Отдыха имени Сталина, Хачмазе Азербайджанской ССР и Челябинске на Алом поле в Детском парке.
Ещё одним популярным памятником, с которого делали копии во многих городах, был гигантский 25-метровый памятник Сталину на главной площади ВСХВ в Москве работы Сергея Меркурова. Подобные памятники меньшего размера были установлены в Армавире, Вязниках, Немане, Гродно, Даугавпилсе (отлитые по этой модели памятники были установлены здесь в трёх разных местах), Жлобине, Калуге, Кирово-Чепецке, Кишинёве, Кондопоге, Копейске, Кривом Роге, Куйбышеве, Курейке в Туруханском крае, Москве (у Третьяковской галереи и МАИ), Орле, Водном, Рубцовске, Севастополе, Сморгони, Таганроге, Усть-Катаве, Уфе, Харькове, Львове и многих других городах.
Не редкость, когда в одном городе устанавливались два, а то и три одинаковых памятника. В Омске такие памятники были установлены в городском саду и в саду юных натуралистов и опытников сельского хозяйства на улице Учебной. На этом памятнике Сталин изображён стоящим в солдатской шинели, правая рука засунута за обшлаг шинели, в левой — фуражка. Такой образ вождя был популярен в 1930-е — 1940-е годы и устанавливался в городских скверах, которые разбивались в то время в каждом городе. Копии этого памятника стояли в Барнауле перед кинотеатром «Родина» (установлен в 1941 году), Боброве Воронежской области перед райисполкомом, Вологде у дома-музея имени И. В. Сталина, Березниках Пермского края в сквере горисполкома, Ижевске, Красноярске, Норильске возле Управления металлургического комбината (установлен в 1947 году), Рязани в сквере рядом с Рязанским кремлём, Тушино Московской области в парке 1-й школы, Томске у Медицинского института, Чулыме Новосибирской области и других городах.
Над образом Сталина также работали такие именитые скульпторы как Заир Азгур, Евгений Вучетич, Владимир Ингал, Григорий Кепинов, Александр Кибальников, Матвей Манизер, Георгий Нерода, Николай Томский, Пётр Яцыно и другие.
На территории Всесоюзного пионерского лагеря «Артек» имени В. М. Молотова (с 1957 года — лагерь переименован имени В. И. Ленина) было установлено 4 памятника Сталину: парный памятник Сталину и Горькому, два памятника Сталину, установленные в 1930-е годы и более поздний памятник Сталину в форме генералиссимуса, установленный после Великой Отечественной войны. Самым интересным стал памятник на фоне макета Кремлёвской башни. На площади перед этим памятником проходили спортивные мероприятия, по утрам юные пионеры делали зарядку. На этом памятнике Сталин изображён в партийном френче, правая рука в жесте перед собой, в левой руке зажат свёрток. Такие же памятники стояли в Богородске Нижегородской области в старом парке, Вичуге Ивановской области у Дворца культуры, Сапожке Рязанской области, Клинцах Брянской области у Дома Советов, Козьмодемьянске Марийской АССР на Пугачёвой горе, Куйбышеве у Речного вокзала, Сталинске (ныне Новокузнецк) Кемеровской области, Кустанае Казахской ССР в центральном парке, Мариуполе Украинской ССР, Махачкале Дагестанской АССР на площади Сталина, Омске в Парке Культуры и отдыха имени 30-летия ВЛКСМ, Чирчике Ташкентской области Узбекской ССР, Талды-Кургане Казахской ССР в Парке Культуры и Отдыха, Зыряновске Восточно-Казахстанской области возле Дворца культуры «Горняк» (композиция включала Маркса, Энгельса, Ленина и Сталина). В современной России такие памятники установили в Комгароне Северной Осетии и Лашманке Черемшанского района Татарстана.
Памятники Сталину продолжали устанавливать даже во время Великой Отечественной войны, хотя по понятным причинам не столь часто. На оккупированной территории СССР немецко-фашистские захватчики подвергали глумлению памятники Сталину: отпиливали голову и прочее. В большей части памятники Сталину во время немецкой оккупации были разрушены. Финны во время оккупации Карелии вывезли из Петрозаводска памятник Сталину и установили его в Хельсинки на выставке большевистской пропаганды. Это был единственный случай в своём роде. После Великой Отечественной войны многие уничтоженные врагом памятники были восстановлены.
Наибольшее количество памятников было установлено в первое послевоенное десятилетие (1945—1955 годы), когда культ Сталина и созданной им системы достиг своего апогея. В памятниках вождю произошли свои изменения: сменился образ вождя — Сталина стали изображать в военной форме генералиссимуса; сами памятники стали монументальными. Яркие тому образцы — исполинский памятник Сталину в Сталинграде на канале Волго-Дон (открытый в 1952 году и имевший общую высоту 54 метра), памятник Сталину в Ереване (открытый в 1950 году и имевший общую высоту 50 метров), памятник Сталину в Ленинграде на Поклонной горе работы скульптора Владимира Ингала (открытый к 70-летию вождя в 1949 году) и памятник Сталину в Минске (открытый в 1952 году и имевший общую высоту 10 метров).
В Москве была установлена уменьшенная копия памятника Сталину на Волго-Донском канале: в 1950-е годы памятник стоял у входа в МГУ.
Вместе с тем, действительно оригинальных, не повторяющихся памятников Сталину в послевоенные годы было не так много. В основном это были типовые монументы, среди которых оказались наиболее востребованы отливавшаяся преимущественно из бронзы по модели скульптора Николая Томского, на ленинградском заводе «Монументскульптура» фигура, изображающая Сталина в шинели и в фуражке, с ладонью правой руки засунутой за обшлаг шинели, с левой рукой, спрятанной за спину, в которой зажат свёрток. Этот, достаточно широко тиражировавшийся в послевоенные годы памятник имел два варианта. В первом (менее распространённом) варианте позади фигуры Сталина находилось нечто похожее на каменную глыбу. В одном лишь Ленинграде в 1949 году отлитые по этой модели памятники были установлены одновременно в трёх местах. Также они находились в Воркуте, Знаменске и Москве (на станции метро «Курская»). Второй (более распространённый) вариант отличался от первого лишь отсутствием этой глыбы. Такие памятники находились в Вильнюсе, Волхове, Глазове, Донецке, Дмитрове, Ельце, Караганде, Краснодаре, Курске, Омске на площади Сталина, Писцово, Полярном, Пятигорске, Софии в Парке Свободы, Сталинграде, Старой Руссе, Таллине, Тиране, Шадринске, Ялте и других городах.
Другим, столь же массовым памятником стала отливавшаяся из бетона на комбинате «Росскульптор» по модели скульптора В. И. Струковского фигура, изображающая Сталина в кителе и фуражке, держащего в правой руке книгу. Фигура, отлитая по этой модели, имела высоту 2,5 метра и ставился этот памятник, как правило, в городских скверах. Такие памятники были установлены в Александровске, Алма-Ате, Воронеже, Днепропетровске, Зеленогорске, Зеленоградске, Калинине, Камышине, Кривом Роге, Луцке, Москве (на улице Толбухина и в Ботаническом саду), Петрозаводске, Риге, Симферополе, Смоленске, Сочи, Тернополе, Угличе (на территории Детского парка), Урюпинске (ныне находится в местном краеведческом музее), Шумерле, Ярославле и других городах.
Не менее популярной для тиражирования была и скульптура, отливавшаяся ещё с середины 1930-х годов, преимущественно из бетона, по модели скульптора Георгия Нероды, изображающая шагающего Сталина со свитком в левой руке в застёгнутой наглухо шинели и в фуражке. Такие памятники, в частности, были установлены в Алма-Ате (в парке имени Горького), Астрахани в парке Рыбного ВУЗа, Ашхабаде у здания Верховного Совета, Иркутске на заводе имени Куйбышева, Москве в Ждановском парке и в главном зале Химкинского речного порта, Орле, Саранске Мордовской АССР было два таких памятника в сквере Дома Советов и возле кинотеатра Октябрь, Свердловске в парке Дворца пионеров, Стерлитамаке у здания ДК, Томске у входа в университет и во дворе Томского краевого музея и других городах.
Другие, также признанные удачными модели скульптур были повторены в чуть меньшем количестве. Так монумент в Ташкенте, работы скульптора Николая Томского, был впоследствии повторён лишь в Ростове-на-Дону (на набережной), Симферополе, Улан-Удэ, Берлине, Лейпциге и Улан-Баторе.
Из оригинальных проектов — памятник Сталину в Одессе на Соборной площади. Там советский вождь был представлен в форме генералиссимуса, восседающим в кресле словно на троне. Похожий монумент, также запечатлевший Сталина восседающим в кресле, находится в Грузии, в селе Шови. Он один из немногих оставшихся нетронутыми.
Копия одесского памятника (Сталин на кресле) находилась в 1950-е годы в городском парке Авдеевки Донецкой области Украинской ССР.
Оригинальный памятник Сталину был установлен в послевоенное время в Новороссийске возле кинотеатра Москва. На нём Сталин был изображён в форме генералиссимуса с листом в обеих руках.
Сталина охотнее всего увековечивали вместе с Лениным. Кроме этого были памятники Сталину с Горьким: на них на лавочке вождь беседовал с пролетарским писателем. Такие памятники были во Всесоюзном пионерском лагере «Артек», в Бердичеве Украинской ССР, Кировограде Украинской ССР на площади Гайворона, Измаиле Одесской области Украинской ССР, Новограде-Волынском Житомирской области Украинской ССР на въезде в город, Туле в Белоусовском парке и других городах. Этот памятник имел три вариации, незначительно отличающиеся друг от друга.
Оригинальный парный памятник Сталину и Ворошилову был установлен в 1930-е годы в Оренбурге в Зауральской роще: Сталин в будёновке и солдатской шинели (подобный образ Сталина встречается редко) указывает Ворошилову рукой направление предстоящего наступления — сцена времён гражданской войны, оборона Царицына в 1918 году.
В Центральном музее РККА была установлена скульптура Сталина и Ворошилова: Сталин стоял в партийном френче с трубкой в правой руке и левой рукой в кармане, а Ворошилов в военной форме поправляющим правой рукой ремень.
Реже встречался памятник вождю с советскими пионерами. Такой памятник был установлен в Барнауле. Демонтированный, он позже, в 2000-е годы, был найден в полуразрушенном состоянии.
В Гродно Белорусской ССР в парке стоял парный памятник Сталину и Трофиму Денисовичу Лысенко (академик ВАСХНИЛ) — вероятно единственный в своём роде: на этом памятнике деятели изображены сидящими на стульях напротив друг друга. Если изображения этого памятника нет, то известны фотографии Памятника Сталину с Лысенко установленного в 1953 году в городе Ставрополе краевом.
В Москве на ВСХВ в павильоне Таджикской ССР советский вождь был увековечен в полный рост рядом с Мамлакат Наханговой — пионеркой, в 11 лет получившей орден Ленина. Скульптуры, представлявшие собой полуфигуру Сталина с этой юной пионеркой на руках (скульптор Георгий Лавров, 1936 год) стояли в Москве в Лосиноостровском парке и на станции метро «Сталинская», а также в Туле в сквере на улице Пушкинской, рядом со школой № 8.
Вообще же скульптурные композиции со Сталиным и детьми по каким-то причинам были распространены достаточно редко. Известна, например, композиция, где Сталин обнимает двух пионеров — мальчика с самолётом и девочку с растением, находившиеся в Москве в парке Дома пионеров и у павильона юннатов на ВСХВ (скульптор М. Н. Иванов). Известна похожая композиция, где Сталин обнимает двух пионеров — мальчика и девочку с книгами в руках (скульпторы Владимир Богатырёв и Галина Столбова, 1949 год), воплощённая в виде подарочной фарфоровой модели (о том, была ли она воплощена в монументальном виде, сведений пока нет).
В городе Сталино на Макшоссе Сталин был запечатлён сидячим в кресле в форме генералиссимуса в компании трёх детей. Аналогичный памятник находился в Челябинске в ПКиО.
Редкий памятник (вероятно единственный в своём роде) был установлен в Палласовке Волгоградской области возле местного Дворца культуры: на этом памятнике Ленин, Сталин и Калинин (утверждается, что третий персонаж — это Свердлов, но всё же он более похож на «всесоюзного старосту»), склонившись над картой, обсуждают некий план (захвата власти во время Октябрьской революции?).
В 1930-е и 1950-е годы советскими скульпторами были созданы и другие оригинальные парные скульптурные композиции, отмеченные наградами, однако не нашедшие воплощения в качестве монументальных памятников: «И. В. Сталин с матерью» (скульптор Зинаида Снигирь); «И. В. Сталин и Н. С. Хрущёв» (скульптор Ефим Белостоцкий, 1944 год); «И. В. Сталин и Мао Цзэдун» (скульптор Геннадий Шкловский, 1951 год).
Часто памятник Сталину ставился рядом с памятником Ленину, обычно перед административными зданиями и входами в парки, сады и скверы. Причём, всегда соблюдалось такое правило: Ленина ставили слева, а Сталина — справа. Яркими образцами служат памятники Ленину и Сталину в Москве у Главного павильона ВСХВ, в парке Сокольники и у входа в Большой театр, Львове на Сельскохозяйственной выставке и Ашхабаде у здания Верховного Совета Туркменской ССР.
Большей оригинальностью отличались скульпторы зарубежных социалистических стран.
Сталину была посвящена крупнейшая монументальная композиция в Европе — в Праге.
Восточно-германские скульпторы установили интересную скульптуру в Лейпциге, на которой Ленин указывает путь в светлое будущее Сталину. Существует также памятник Сталину в городе Риза (ГДР) на центральной площади: на постаменте советский вождь в военной форме поднял руку в приветствии. Копий таких оригинальных памятников не делали.
Оригинальные памятники Сталину были установлены в 1950-е годы в Румынии: в Бухаресте и Брашове. В румынской столице вождя народов изобразили с протянутой вперёд рукой, в Брашове генералиссимус поднял руку в приветствии.
Также в Бухаресте был установлен парный памятник Ленину и Сталину.
Временные памятники Сталину, отлитые из гипса и установленные по случаю каких-либо знаменательных мероприятий, порой имели довольно внушительные размеры. Так в 1951 году в Софии на ступенях Национального театра на высоком постаменте была установлена 4-метровая фигура Сталина, отлитая по оригинальной модели. В 1952 году в Лейпциге в дни проведения сельскохозяйственной выставки на постаменте была установлена гипсовая фигура Сталина, являвшаяся копией с бронзового памятника вождю в этом немецком городе.
Памятники Сталину устанавливались во всех социалистических странах, за исключением Югославии, с которой в начале 1948 года произошёл конфликт и разрыв отношений, а также Вьетнама, Лаоса и Кубы, которые начали строительство социализма уже после разоблачения культа личности Сталина. Наибольший размах культ личности Сталину достиг в ГДР. Монументы Сталину в Восточной Германии были установлены во многих крупных городах. В Китае памятников Сталину было установлено мало: больше возводили памятники своего собственного вождя Мао Цзэдуна; но установленные памятники Сталину стоят до сих пор. В одном музее Китая до сих пор сохранилась статуя Сталину в кителе со звездой героя Советского Союза и с трубкой в правой руке. По Северной Корее информации нет (вероятно, в годы СССР памятников Сталину там не было).
3 марта 1953 года (за два дня до смерти Сталина) в Софии был совершён террористический акт, направленный конкретно против памятника советскому вождю. В этот день болгарский анархист Георгий Константинов заложил бомбу под памятник Сталину, находившийся на территории Парка Свободы. В результате взрыва памятник был разрушен, однако уже в том же году он был восстановлен. Спустя несколько лет, уже после XX съезда КПСС, этот памятник был демонтирован властями.

### Период после смерти Сталина (1953—1956)
Памятники продолжали устанавливать и после смерти Сталина. Последним годом, в который были установлены памятники, стал 1955 год. В ноябре 1955 года был установлен памятник Сталину в Писцово Комсомольского района Ивановской области РСФСР. Он стал одним из последних установленных памятников в СССР.
Из наиболее заметных памятников, открытых уже после смерти вождя, — 5-метровая бронзовая фигура Сталина в Москве на ВСХВ. Отлитая по модели Александра Кибальникова, скульптура была установлена в 1954 году у входа в Главный павильон ВСХВ, в паре с аналогичной по размеру фигурой Ленина, работы скульптора Петра Яцыно. После XXII Съезда КПСС скульптура Сталина была демонтирована, а скульптура Ленина перенесена сначала внутрь экспозиции Главного павильона ВДНХ, а затем установлена на площади перед Главным павильоном.
Довольно выразительный 3-метровый вытесанный из известняка памятник работы чешского скульптора Карела Кунса, представляющий собой фигуру Сталина, держащего за плечо пионера, был открыт в 1955 году в Карловых Варах в Чехословакии. Простоял этот необычный памятник всего год и в конце 1956 года в одночасье исчез. В 1952 году на республиканском конкурсе эта работа заняла I место. Чешский скульптор взял за основу памятник скульптора Николая Томского 1951 года, добавив к нему фигуру юного пионера.
Несмотря на то, что небольшие типовые (в основном — бетонные) памятники Сталину после смерти вождя ещё продолжали сооружаться (хотя и не в таких количествах, как ранее), работы над более грандиозными проектами с 1953 года были приостановлены, а после 1956 года и вовсе прекращены.
Так, например, в Ленинграде в Московском парке Победы в 1952 году был заложен фундамент для 16-метрового памятника Сталину (в 1995 году на этом фундаменте был открыт памятник маршалу Георгию Жукову).
В Риге так и осталось незавершённым возведение 15-метрового памятника вождю на площади Коммунаров, хотя глиняная модель работы скульптора Александры Бриеде к тому времени уже была готова.
Аналогичным образом в 1953 году в Сталинштадте (ГДР), был заморожен проект не менее масштабного памятника Сталину, хотя скульптором Иоганном Фредериком Рогге в 1952—1953 годах была исполнена модель для него.

### Десталинизация
Известно о двух памятниках Сталину, открытых уже после XX съезда КПСС. Один из них был открыт в 1956 году и находился в чешском городе Рымаров, другой был открыт в 1957 году в столице Албании Тиране, рядом с текстильным комбинатом имени Сталина. Однако, если в первом случае установка памятника была запланирована ещё до 1956 года, то в случае с Тираной это был уже демонстративный акт несогласия с решением ХХ партсъезда, тем более что один памятник Сталину в Тиране к тому времени уже существовал.
В СССР после XX съезда КПСС в феврале 1956 года памятники Сталину ставить прекратили, а затем начался их демонтаж.
По всей видимости, первым памятником, который был снесён, стал памятник Сталину в Тбилиси, находившийся в городском парке, и по своим размерам являвшийся самым большим памятником Сталину в столице Грузии. Его скоропалительный снос последовал сразу же за разгона митингов в Тбилиси 9 марта 1956 года, когда по демонстрантам, вышедшим на улицы города с протестом против начавшейся в СССР антисталинской кампании, был открыт огонь. В конце того же дня памятник Сталину был опоясан тросом и сброшен при помощи танка.
В РСФСР, по всей видимости, первым демонтированным памятником стал монумент Сталину в Рубцовске Алтайского края. После визита в город Хрущёва летом 1956 года памятник снесли.
Планомерный демонтаж памятников Сталину проходил постепенно и никаких потрясений или общественного резонанса не вызвал. Инициатива в вопросе о спешности демонтажа того или иного памятника Сталину исходила целиком от местных властей разного уровня, поэтому в некоторых населённых пунктах РСФСР отдельные памятники сохранялись вплоть до 1962 года.
Начавшийся демонтаж затронул, в первую очередь, небольшие, но массовые монументы, находившиеся в парках и скверах. В 1956 году в Ленинграде в сквере у Смольного были демонтированы парные бюсты Ленина и Сталина (спустя год демонтированный бюст Ленина был установлен в другом месте города).
В редких случаях памятники Сталину после демонтажа переносились с центральных городских площадей на окраину. Такие случаи, в частности, имели место в Калининграде (перенесён в 1958 года с площади Победы на Театральную ул.) и во Владимире (перенесён в 1958 году с площади Свободы на улице Луначарского). Подобные случаи, однако, были большой редкостью. В 1961—1962 годах эти памятники были демонтированы окончательно.
После XXII съезда КПСС в октябре 1961 года, на котором было принято решение о выносе тела Сталина из Мавзолея (погребение состоялось 31 октября 1961 года) и переименовании города Сталинграда в Волгоград, почти все многочисленные памятники Сталину, стоявшие по всему СССР, были разрушены и демонтированы в рамках окончательной десталинизации.
Демонтаж памятников происходил, как правило, глубокой ночью, причём наутро зачастую исчезали даже следы от постаментов. Демонтированная бронзовая скульптура, как правило, отправлялась на переплавку на металлургические заводы. Исключение составили типовые бронзовые скульптуры в Вильнюсе и Таллине, отправленные на склад, и благодаря этому сохранившиеся доныне. Скульптуры же отлитые из бетона, как свидетельствуют воспоминания участников таких событий, закапывали на городских окраинах или, в ряде случаев, затапливали в реках. Обнаруженные в последнее время при проведении строительных работ, или же случайно, фрагменты и даже целые, неплохо сохранившиеся скульптуры Сталина (например в Ананьеве, Вырице, Луцке, Писцово, Светлогорске, Урюпинске и других местах) полностью подтверждают эти факты.
Вероятно последний демонтаж памятника Сталину в СССР произошёл в Харькове, где возле Коминтерновского депо стояла скульптура вождя, которую снесли в 1963 году.
Довольно часто на опустевших постаментах устанавливались памятники Ленину, продолжавшие с этого времени массово сооружаться по всей территории СССР. Такое имело место, например, в Пензе.
Некоторое очень небольшое количество памятников на территории СССР осталось только в ряде мест. В основном уцелели они в некоторых местах Грузинской ССР и Северо-Осетинской АССР. Больше всего памятников и бюстов Сталину сохранялось в Грузии, где местные жители почитали Сталина как национального героя, например, оставались нетронутыми памятники Сталину в отдалённых населённых пунктах Грузии — в окрестностях села Пасанаури, в городе Чиатура и в селе Шови, возведённые ещё в сталинское время.
Сохранился с советских времён памятник Сталину в селе Меджврисхеви Горийского муниципалитета в Грузии. Был установлен после смерти Сталина. С тех пор ежегодно реставрировался местными жителями.
Памятник Сталину на его родине в городе Гори был оставлен по разрешению Никиты Хрущёва. Остававшийся в СССР самым известным памятником Сталину, этот памятник был демонтирован в ночь на 25 июня 2010 года по указу правительства Грузии.
Подавляющее число нынешних памятников Сталину в Грузии были воздвигнуты в 1990-е годы, после обретения Грузией независимости. В основном, это были старые отреставрированные бюсты и фигуры вождя. При открытии этих памятников стимулом, в немалой степени, стала именно национальность Сталина и незаслуженное, по мнению грузин, многолетнее замалчивание или принижение его роли как руководителя государства. Подсчитано, что количество памятников Сталину в Грузии (на январь 2009 года) составляло не менее полусотни. С 2010 года руководство Грузии периода президентства Михаила Саакашвили начало планомерный демонтаж памятников Сталину.
Также сохранился до XXI века памятник Сталину в пригороде Чимкента (ныне Шымкент) — селе Старом Икане Южно-Казахстанской области Республики Казахстан, снос которого в советское время дважды (в 1961 и 1989 году) не был осуществлён из-за открытого активного противодействия местного населения. Памятник был демонтирован в мае 2015 года.
Сохранился с советских времён, благодаря заботе местных жителей, также памятник в посёлке Ашт Согдийской области Таджикистана. Памятник был сооружён в 1956 году на территории колхоза имени Молотова. Во время демонтажа памятников Сталину по всей стране был спрятан ветеранами Великой Отечественной войны за стеблями хлопчатника от делегации, ответственной за снос памятников. Памятник реставрируется и поддерживается в хорошем состоянии местными жителями.
С 1950-х годов стараниями местных жителей села Алибейли (Гахский район, Азербайджан) сохранился памятник Сталину в полный рост во дворе местной школы. Памятник стоит по сей день. Ещё один памятник Сталину в полный рост, второй по счёту в Азербайджане, сохранили жители села Астрахановка Огузского района.
С 1930-х годов сохранился памятник Сталину в труднодоступном месте в районе реки Ича Соболевского района Камчатского края. Вероятно памятник был установлен в 1936 году, судя по надписи: «Творцу Конституции». Предположительно памятник не был демонтирован в хрущёвское время из-за своего месторасположения — большого удаления от ближайшего населённого пункта. Комиссия, ответственная за демонтаж памятников Сталину, просто не знала и не могла предполагать о существовании памятника в где-то в лесу — столь безлюдном месте. Про памятник забыли на долгие десятилетия и обнаружили случайно геологи лишь в 2015 году.
С 1940-х годов и вплоть до осени 2009 года в украинском селе Череш Черновицкой области сохранялся последний уцелевший к этому времени парный типовой памятник «Ленин и Сталин в Горках». Из множества таких парных памятников к настоящему времени сохранились в ополовиненном виде (без фигуры Сталина) около десятка — в населённых пунктах Красноярского края, Калужской, Ульяновской и ряда других областей Российской Федерации, а также в городах Добруш (Белоруссия) и Шахтёрск (Украина). От некоторых же памятников этого типа (в частности, в городе Новосиль Орловской области) была отрезана погрудная часть фигуры Ленина, устанавливавшаяся на отдельный постамент. В железнодорожном музее на станции Скуратово Тульской области в настоящее время находится парный памятник Ленину и Сталину, первоначально стоявший на вокзале. После 1956 года фигура Сталина была демонтирована, однако в 2004 году восстановлена заново с некоторыми отличиями скульптором Юрием Уваркиным.
До настоящего времени сохранился огромный каменный бюст Сталина, вытесанный в конце 1940-х годов и установленный на одном из гигантских валунов недалеко от посёлка Озерновский Камчатского края. Вероятно, его труднодоступность помешала в своё время демонтировать этот памятник.
С 1970 года бюст Сталина был установлен в ряду других государственных и военных руководителей в Некрополе у Кремлёвской стены в Москве. Также образ Сталина фрагментарно был отражён в историко-мемориальном комплексе «Мамаев курган», законченном в 1967 году, где на Монументальном рельефе Сталин изображён в группе солдат, радующихся победе.
Руководители стран социалистического лагеря последовали примеру «старшего брата» и также разрушили памятники Сталину.
Единственным памятником Сталину, демонтированным не по приказу властей, а в результате стихийного волнения народных масс, стал исполинский монумент в Будапеште, сброшенный с постамента и разбитый 23 октября 1956 года на волне охватившего тогда Венгрию антикоммунистического восстания.
В других местах за границей начавшийся с этого времени демонтаж памятников Сталину проходил более спокойно. Единственный памятник Сталину в Польше в городе Устшики-Дольне в марте 1956 года с разрешения властей был демонтирован местными жителями и затоплен в реке.
В том же 1956 году был демонтирован и памятник Сталину в Болгарии, в городе Варна, а самому городу 20 октября 1956 года было возвращено его историческое название (с 1949 по 1956 годы город назывался Сталин).
Самый большой монументальный комплекс с памятником Сталину в Праге был взорван в 1962 году.
Однако не все коммунистические вожди были послушны советским руководителям. Просталински настроенные вожди таких стран, как Монголия и Албания, отказались демонтировать памятники Сталину. До 1990-х годов в Улан-Баторе, Тиране и других местах стояли памятники советскому вождю. Также остались памятники и в Чехословакии (в Оломоуце, Шумперке). Вероятно, памятник в Оломоуце не тронули из-за того, что на нём вместе со Сталиным был и Ленин, а в Шумперке — потому что он находился на территории военного городка советских войск. Лишь после смены власти в результате бархатных революций в конце 1980-х — начале 1990-х годов памятники Сталину демонтировали и в этих странах.
Главный памятник Сталину в монгольской столице Улан-Баторе, на центральной площади перед библиотекой имени Сталина, был демонтирован в 1990 году, а в 2001 году местный предприниматель поместил демонтированный памятник в летнем кафе. В том же 1990 году демонтировали парный памятник Ленину и Сталину в Оломоуце, в Чехословакии.
В Китае в городе Кульджа до сих пор стоит памятник, представляющий собой гигантскую плоскую стелу с портретом Сталина.

### Памятники Сталину в постсоветский период

#### В Грузии
В постсоветский период в Грузии начали восстанавливать старые и устанавливать новые памятники Сталину. Монаменты появились в Кутаиси (2000), Зестафони (2015).
Земо-Алвани, Сигнахи, Душети, Гурии, Хашури, Ткибули, селе Вариани (2022) и других местах.
9 мая 2014 года в Гори на месте демонтированного памятника установили бюст Сталину, который снесли в тот же день.

#### В Южной Осетии
В 2017 году в Цхинвале во дворе Генпрокуратуры установлен памятник (в полный рост) И. В. Сталину. В 2023 году памятник демонтирован,
В июне 2025 года памятник И. В. Сталину в полный рост установлен в Цхинвале возле предприятия хлебобулочных изделий. В ночь с 21 на 22 июля памятник был поврежден в результате акта вандализма со стороны трех подростоков, которые объяснили свой поступок недовольством тем, как Сталин повлиял на судьбу осетин. Сыграла роль и обида за отказ Сталина воссоединять две части Осетии и принудительный процесс ассимиляции осетин в Грузии. На сегодняшний день памятник восстановлен за счет их родителей.
В Цхинвале во дворе ГАИ установлены памятники (бюсты) И. В. Сталину и В. И. Ленину.

#### В Индии
Памятники (бюсты) Ленину, Сталину, Мао Цзэдуну и другим коммунистическим деятелям установлены в Наксалбари, Западная Бенгалия, Индия.

#### В России
В 2010-е годы памятники Сталину стали активно устанавливать в городах и сёлах Российской Федерации. В южных национальных регионах страны (Северная Осетия, Дагестан, Кабардино-Балкария) памятники, как правило, устанавливаются усилиями местных жителей, в центральных областях — по инициативе местных отделений КПРФ. Нередко установку бюстов и памятников Сталину приурочивают ко День Победы (в России празднуется 9 мая).
Памятники появились в Дагестане (Чох, Сергокала, Маллакент), Северной и Южной Осетий (Владикавказ, Моздок, Беслан, Чикола, Ардон, Мизур, Дигора, Алагир, Змейская, Ногир, Майрамадаг, Кадгарон, Красногор).
К 2015 году количество памятников на территории Северной Осетии достигло 36. В конце 2010-х годов одним из лидеров по количеству установленных памятников Иосифу Сталину становится Республика Саха (Якутия). В 2005 году памятник появился на центральной площади Мирного. Есть памятник (бюст) Сталину в Телее Чурапчинского улуса.
Памятники Сталину устанавливаются в публичных местах и в других регионах. Так, во Владимире у дома на улице Мира собрано 7 бюстов Сталину. Памятник, установленный на территории Владимирского обкома КПРФ был позже перенесён внутрь помещения. Памятники появились в Сочи, Новочеркасске, Нижнем Новгороде, Пензе, Оренбурге, Тамбове, Чите, Архангельске, Комсомольске-на-Амуре, Кумертау (Башкирия) Башкортостана, Новосибирске, Ишиме (Тюменская область), Аткарске Саратовская область), Светлограде (Ставропольский край), Белореченске (Краснодарский край), Кыштыме (Челябинская область), в посёлке Тайгинка Челябинской области (перенесён в Сатку), Вырице (Ленинградская область), селе Озрек Кабардино-Балкарии, селе Куйбышево Ростовской области, а также в музее железнодорожной станции Скуратово (Тульская область),
Большинство современных памятников Сталину в Северной Осетии, а также новооткрытые памятники в Оренбурге, Пензе, селе Садовое, Тамбове, Липецке, Светлограде Ставропольского края, Ярославле в обкоме КПРФ, селе Озрек Кабардино-Балкарии, Сургуте, посёлке Демьяново Кировской области и Чульмане в Якутии представляют собой типовые бюсты, отлитые из бетона по модели осетинского скульптора Михаила Дзбоева.
В 2020-к годы установка памятников Иосифу Сталину на территории всей России продолжилась. В 2020 году в городе Бор Нижегородской области установили памятник Сталину в полный рост. В ноябре 2021 года в городе Нелидово Тверской области установили новый памятник (бюст) Сталину. В 2024 году памятник Сталину в полный рост высотой 3,5 метра установили в селе Курейка, где Сталин отбывал ссылку. Отличие памятников Сталину 2020-х годов от прежних в том, что они как правило оригинальные и в полный рост. В 2021 году в Обнинске установили парный памятник Владимиру Ленину и Иосифу Сталину. В декабре 2024 года памятник Сталину установлен в Вологде.
В Донецкой народной республике установлен памятник И. В. Сталину.
В 2025 году в России широко праздновалась 80-я годовщина Победы в Великой Отечественной войне. Это событие было отмечено установкой новых памятников И. В. Сталину в разных областях страны: поселок Кадуй, Вологодская область, Улан-Удэ, Республика Бурятия, Серпухово, Московская область, село Амирово, Республика Башкортостан, Мелитополь, Запорожская область, Можайск, Московская область, деревня Чирш-Хирлепы, Республика Чувашия, Владикавказ, Северная Осетия.
Установка новых памятников Сталину в России вызывает неоднозначную реакцию в обществе. Так, дискуссионным стал вопрос о переносе памятника вождю в Пензе. Изначально бюст Сталина появился на улице Дарвина возле Пензенского обкома КПРФ (на частной территории) в 2011 году. Затем в 2015 году при переезде обкома в новое здание в центре города (Кирова, 24Б) пензенские коммунисты анонсировали и перенос бюста туда же, на улицу Кирова. Уже на этапе обнародования информации о переносе некоторые горожане возмутились, посчитав установку памятника неуважением к памяти репрессированных. Противники установки такого памятника в центре города составили петицию, которую подписало около 500 человек. В администрации города сообщили, что если бюст находится на частной территории и на второй линии, никаких согласований с их стороны не требуется. При этом памятник хорошо просматривается с улицы Кирова, одной из главных улиц города. Ситуация не прошла незамеченной и для депутатов федерального уровня: ещё до переноса памятника председатель «Яблока» Сергей Митрохин обратился в прокуратуру Ленинского района Пензы с требованием не допустить установки, а депутат Госдумы от КПРФ Юрий Афонин выступил с резкой критикой Митрохина и его запретительных мер. В конечном итоге памятник был установлен возле нового здания обкома 9 сентября того же года, где стоит по сей день. Ещё один бюст Сталина был открыт в Пензе в мае 2020 года уже без особой огласки СМИ. Он размещён на частной территории филиала Московского механического завода специального оборудования на улице Кирпичная и почти идентичен бюсту на улице Кирова.
Характерно, что ранее Сергей Митрохин уже боролся с памятниками Сталину. После установки бюста вождя в Липецке в 2015 году (напротив штаба обкома КПРФ) Митрохин добился от прокуратуры Липецкой области вынесения предостережения администрации Липецка о необходимости снести памятник. Однако это так и не было сделано, несмотря на чётко проартикулированный призыв к сносу от врио губернатора Липецкой области Игоря Артамонова. КПРФ заняла принципиальную позицию по защите бюста, несмотря на неоднократные акты вандализма по отношению к памятнику.
В Центральном музее Великой Отечественной войны на Поклонной горе в Москве стоит бюст Сталина как одного из командующих Красной Армией. Обсуждался вопрос установки памятника Сталину на Поклонной горе в Москве. В 2009 году, по утверждению главного архитектора Москвы Александра Кузьмина, планировалось вернуть памятник Сталину в вестибюль станции московского метро «Курская», однако бывший мэр Москвы Юрий Лужков опроверг данное утверждение.
В Калининграде в 2005 году на стеле мемориала 1200 гвардейцам 11-й гвардейской армии, погибшим при штурме Кёнигсберга, была выгравирована Медаль «За победу над Германией в Великой Отечественной войне 1941—1945 гг.» с профилем Сталина.
В селе Старые Бурасы Саратовской области стоят рядом два памятника Ленину и Сталину в полный рост. Неизвестно, новые это памятники или сохранившиеся с советских времён.
В посёлке Конёво Архангельской области возле местной подстанции сохранился памятник Сталину в полный рост. Вероятнее всего, что это не новый памятник, а старый, сохранённый с 1950-х годов.
В начале 2000-х годов (в 2001 и 2003 годах) было несколько попыток установить бюст Сталину на центральной пощади Махачкалы, на что было получено разрешение администрации города, но впоследствии оно его отозвало. В 2005 году на одном из зданий расположенных на Привокзальной площади Махачкалы установлена мемориальная доска с барельефом Сталина, в память о пребывании Иосифа Сталина на Порт-Петровском вокзале в 1920 году.
В селе Лашманка Черемшанского района Татарстана находится памятник Сталину в полный рост (образца 1930-х годов).
В селе Долина Уссурийского района Приморского края на частном дворе, названном «Аллеей коммунизма» установлены бюсты Ленину и Сталину.
В Челябинске присутствует два памятника Сталину, но оба они — музейные экспонаты. Первый (бюст) находится в Музее боевой славы школы № 53 (бывшая школа ЮУЖД № 2). Второй (памятник в полный рост) — в музее ЧЭМК, ранее он стоял вблизи школы № 50 по улице Российской.
В декабре 2009 года во Владикавказе (Северная Осетия) на территории Мемориала Славы в Красногвардейском парке открыт памятник И. В. Сталину.
В декабре 2009 года, в честь 130-й годовщины со Дня рождения Сталина в Северной Осетии (Владикавказ, Чикола), по инициативе КПРФ, были открыты памятники (бюсты) Сталину.
9 мая 2012 года бюст Иосифа Сталина был установлен в центре села Новокаякент Каякентского района Дагестана.
За пределами Грузии, России, Южной Осетии памятники Сталину установлены или восстановлены в некоторых местах Белоруссии (в городах Слуцк, Свислочь), Литвы (в городе Друскининкай), Азербайджана (в сёлах Алибейли Гахского района и Астрохановка Огузского района), Украины, а также Албании, Нидерландов (в городах Амстердам, Гаага) и во многих городах и посёлках Китая (в городах Харбин, Шэньян, Чанчунь и других).
5 мая 2010 года в украинском Запорожье коммунисты установили бюст Сталина на территории штаба областного комитета партии. Это вызвало неоднозначную реакцию как среди граждан Запорожья, так и на Украине в целом. Бюст был взорван неизвестными 31 декабря 2010 года. Коммунисты восстановили памятник Сталину к очередной годовщине Октябрьской революции. 7 ноября 2011 года памятник Сталину был открыт на прежнем месте. Вместе с ним был установлен памятник Зое Космодемьянской. В ноябре 2017 году бюст Сталина был разбит неизвестными.
В июне 2012 года памятник Сталину установлен в Братиславе (Словакия) на площади Штура.
Возле Одессы под открытым небом открыт Музей памятников СССР, в котором расположены памятники Ленину и Сталину.
В канун Дня Победы над Германией, 8 мая 2013 года был открыт памятник — бюст Сталину в Якутске, на территории одного из алмазодобывающих предприятий республики. Он является третьим по счёту в Якутии. Первый был открыт в 2005 году в городе Мирный, а второй в 2009 году в селе Амга Амгинского района Якутии. Открытие памятника вызвало протесты со стороны правозащитников и местной Якутской и Ленской епархии РПЦ.
1 сентября 2013 года в торжественной обстановке по инициативе общественной организации «Сталинели» был открыт памятник Сталину в Телави (Грузия). Однако, 7 сентября власти города потребовали демонтировать памятник в пятидневный срок.
Памятник был демонтирован 31 декабря 2014 года.
В Волгограде на территории Центра отдыха «Причал» установлен новый памятник — коленопреклонённый Сталин как символ раскаяния.
В 2013 году в селе Атамановка Воронежской области по инициативе местного жителя был установлен памятник (бюст) Сталину, который стал частью мемориального комплекса в честь воинов — освободителей Великой Отечественной войны.
4 февраля 2015 года в Крыму, в Ялте, на территории санатория Ливадия, к 70-летию Ялтинской конференции, был установлен памятник «Великой тройке» Сталину, Черчиллю и Рузвельту.
В мае 2015 года к 70-летию Победы в Великой Отечественной войне в России были открыты новые памятники Сталину:
8 мая 2015 года в Светлограде Ставропольского края на территории гостиницы и кафе в торжественной обстановке на митинге с участием ветеранов войны открыт памятник (бюст) Сталину.
8 мая в Белореченске Краснодарского края в парке Победы на Аллее Славы по инициативе коммунистов — депутатов местного Совета установили памятники (бюсты) И. В. Сталину, Г. К. Жукову, А. И. Покрышкину и В. Ф. Маргелову.
9 мая в селе Красногор Ардонского района Северной Осетии в новом парке имени 70-летия Великой Победы по инициативе местного жителя открыт памятник (бюст) Сталину. В селе также назвали именем Сталина улицу.
9 мая во Владимире возле местного областного комитета КПРФ открыт памятник (позолоченный бюст) Сталину.
4 июля в селе Хорошево Ржевского района Тверской области открыт Военно-исторический музей «Калининский фронт», посвящённый военным действиям на Калининском фронте и роли И. В. Сталина. Перед музеем установлен памятник Сталину.
9 сентября 2015 года впервые в современной России был установлен новый памятник Сталину в полный рост — в посёлке Шелангер Республики Марий Эл на территории СПК «Звениговский». Авторами памятника стали марийские скульпторы Галина и Анатолий Медведевы. Высота памятника составила 2,7 метров, с постаментом — около 5 метров. Монумент в Шелангере стал 13 памятником в полный рост в России (в полный рост стоят памятники в Скуратово (вместе с Лениным), Сатке Челябинской области, Комгароне Северной Осетии, Старый Бурасах Саратовской области, Герменчике Кабардино-Балкарии, Новочеркасске Ростовской области, Конево Архангельской области, Урюпинске, Вырице Ленинградской области, Москве, Лашманке Республики Татарстан, Сочи и Ялте (вместе с Черчилем и Рузвельтом). Однако все вышеперечисленные памятники (за исключением двух последних в Сочи и Ялте) — это старые памятники, сооружённые ещё в 1930-50-х годах и найденные в нынешнее время, причём часто случайно, например при строительстве объектов. Памятник Сталину в Шелангере — это новый памятник современной России и в этом его отличие. Причём скульпторы создали новый оригинальный памятник, а не копию советского образца.
В сентябре в селе Сасаши Лентехского района Грузии по инициативе председателя организации «Сталин» был восстановлен памятник Сталину, в советское время стоявший в Поти.
18 декабря 2015 года, к очередной годовщине рождения Сталина, в Луганске в Каменнобродском районе на территории офиса «Союза коммунистов Луганщины» установлен памятник (бюст) Сталину.
В декабре 2015 года в Рыбинске Ярославской области местными коммунистами была устроена презентация бюста Сталину под открытым небом. После митинга бюст вождю был установлен в музее советской эпохи в пос. ГЭС-14, несмотря на попытки коммунистов поставить памятник на Аллее Славы.
23 февраля 2016 года, к очередной годовщине Дня Защитника Отечества, в деревне Холматка Островского района Псковской области на оборонительной линии Великой Отечественной войны (линия Сталина) — территории Военно-исторического музея установлен новый памятник (бюст) Сталину.
8 мая 2016 года, ко Дню Победы, в селе Маллакент Кайтагского района Дагестана местные коммунисты установили памятник (бюст) Сталину.
9 мая 2016 года, в день 71-й годовщины победы в Великой Отечественной войне, в селе Озрек Лескенского района Кабардино-Балкарии по инициативе местных жителей, поддержанной коммунистами, установили памятник (бюст) Сталину на Аллее рядом с Мемориалом погибшим героям во время Великой Отечественной войны.
В августе 2016 года был установлен памятник (бюст) Сталину в Димитровграде Ульяновской области на территории швейной фабрики.
В сентябре 2016 года в Сочи в посёлке Пластунка на Воинском Мемориале, рядом с памятниками полководцам Великой Отечественной войны Г. К. Жукову и К. К. Рокоссовскому, установлен памятник (бюст) Сталину.
15 сентября 2016 года в Сургуте на новой набережной реки Обь на улице Мелик-Карамова установили памятник (бюст) Сталину. В начале октября памятник демонтировали. В мае 2018 года памятник был временно установлен на частной территории (даче). Активисты добиваются возвращения памятника в городское пространство.
21 декабря 2016 года ко дню рождения Сталина открыт памятник (бюст) в селе Куйбышево Ростовской области. Памятник восстановлен активистами «Миус фронта». История памятника такова: в 1941 году партизаны спрятали памятник от фашистов в колодце. В 2010-х годах памятник нашли и год ушёл на его реставрацию. К 137-летию Сталина отреставрированный памятник установлен на прежнем месте в центре села.
В декабре 2016 года во Владивостоке местный предприниматель Юрий Москалёв самовольно установил памятник (бюст) Сталину около здания на ул. Борисенко на временном постаменте из металлоконструкций.
24 декабря 2016 года по инициативе местного отделения КПРФ, ко дню рождения вождя, установлен памятник (бюст) Сталину в Архангельске во дворе бизнес-центра на ул. Гагарина.
В мае 2017 года традиция устанавливать памятники Сталину к очередной годовщине Победы в Великой Отечественной войне была продолжена не только в России.
9 мая 2017 года, к 72-й годовщине Победы, в Монголии в Улан-Баторе установили памятник «Великой тройке»: Сталину, Рузвельту, Черчиллю.
9 мая 2017 года, в День Победы в Великой Отечественной войне, в селе Труновское Ставропольского края на центральной аллее установили памятник (бюст) Сталину.
22 сентября 2017 года в Москве, в Петроверигском переулке на Аллее правителей, установлен бюст Сталину. Скульптор — Зураб Церетели.
30 декабря 2017 года, в честь 95-й годовщины образования СССР, в селе Матвеев Курган Ростовской области был установлен памятник (бюст) Сталину.
В ноябре 2018 года в Кумертау в Башкортостане во дворе частного дома был установлен памятник (бюст) Сталину.
1 декабря 2018 года в Комсомольске-на-Амуре Хабаровского края на аллее полководцев Великой Победы были установлены памятники (бюсты) Сталину и 10 советским военачальникам.
4 мая 2019 года, к 74-летней годовщине Победы в Великой Отечественной войне, в селе Китаевское Новоселицкого района Ставропольского края был открыт памятник (бюст) Сталину.
8 мая 2019 года, по инициативе местных коммунистов, был установлен памятник (бюст) Сталину в Новосибирске на территории Новосибирского областного комитета КПРФ. 9 мая, в День Победы, в присутствии мэра Новосибирска коммуниста Анатолия Локтя, памятник был торжественно открыт.
26 мая 2019 года, к 10-летию основания партии «Коммунисты России», в посёлке Зониха Слободского района Кировской области, на территории Центра отдыха «Юбилейный», активисты партии «Коммунисты России» установили памятник (бюст) Сталину.
2 сентября 2019 года, по инициативе местного жителя, в Ачинске на улице Южная Красноярского края был установлен памятник (бюст) Сталину.
2 сентября 2019 года, к 74-й годовщине окончания Второй Мировой войны и победы СССР над Японией, по инициативе КПРФ был установлен памятник (бюст) Сталину в Нюрбе в парке Победы, Якутия.
15 сентября 2019 года, по инициативе коммунистов, был установлен памятник (бюст) Сталину в Луганске, Украина/Луганская Народная республика.
В сентябре 2019 года был установлен памятник (бюст) Сталину в Нижнем Тагиле, Свердловская область, в парке скульптур советского периода.
19 сентября 2019 года по инициативе коммунистов и при поддержке местных властей в Вилюйске, Якутия, в сквере имени Сталина был установлен памятник (бюст) Сталину.
В 2019 году в Грузии, в Зестафони на территории строительной компании «Имерети», по частной инициативе, восстановили советский памятник И. В. Сталину (в полный рост).
9 октября 2019 года хабаровский бизнесмен установил возле своего дома в селе Сосновка (Хабаровский край) бюст Сталину работы местного скульптора В. Кононова. В октябре 2020 года заменён на новый бюст Сталину.
29 октября 2019 года, в честь 101-й годовщины Ленинского комсомола, в селе Тюнгюлю, Мегино-Кангаласский улус, Республика Саха — Якутия, установлен памятник (бюст) И. В. Сталину.
Широко в стране был отмечен юбилей — 140-я годовщина со дня рождения Иосифа Сталина 21 декабря 2019 года установкой новых памятников советскому лидеру.
20 декабря 2019 года, к 140-летию со дня рождения Сталина, в Волгограде во дворе Волгоградского обкома КПРФ коммунисты установили памятник (бюст) И. В. Сталину.
21 декабря 2019 года, ко Дню рождения Сталина, приморские коммунисты открыли памятник (бюст) Сталину в городе Большой Камень, рядом с памятником Ленину.
9 мая 2020 года, к 75-й годовщине Победы в Великой Отечественной войне 1941—1945 гг., в посёлке Демьяново Подосиновского района Кировской области открыт памятник (бюст) И. В. Сталину.
24 июня 2020 года в России широко отметили 75-летие Победы в Великой Отечественной войне, отложенное в связи с распространением коронавирусной инфекции. К этой дате в двух городах местные жители незаконно возвели памятники Сталину: Нижегородская область, город Бор, улица Луначарского, 90 — оригинальный памятник в полный рост и Белгородская область, город Валуйки — бюст во дворе многоквартирного дома, демонтирован властями на следующий день. Инициативная группа в Валуйках собрала подписи жильцов дома и вернула бюст вождю на прежнее место, однако власти города 25 июля второй раз демонтировали скульптуру.
1 августа 2020 года Союз Советских офицеров открыл памятник (бюст) Сталину в деревне Дубинкина Покровского района Орловской области.
3 сентября 2020 года, в честь 75-й годовщины окончания Второй Мировой войны, в посёлке Чульман Нерюнгринского района Республики Саха (Якутия) в небольшом сквере на частной территории открыт памятник (бюст) И. В. Сталину.
6 сентября 2020 года в городе Куса Челябинской области, по инициативе и при участии активистов движения «Суть времени», восстановили найденный ранее памятник Сталину и установили на частной территории на ул. Герцена. Открытие памятника было приурочено к 75-й годовщине окончания Второй Мировой войны и поддержано представителями Росгвардии.
В декабре 2020 года в селе Петровское Ишимбайского района Республики Башкортостан по частной инициативе установлен памятник (бюст) И. В. Сталину.
18 апреля 2021 года, в Донецкой народной республике, в селе Ольгинское Амвросиевского района, по инициативе местных коммунистов, установлен памятник (бюст) И. В. Сталину.
29 апреля 2021 года в Дагестане в селе Дагестанские огни установлен памятник (бюст) И. В. Сталину, однако вскоре, уже в начале мая этого же года, он был демонтирован.
В мае 2021 года, к 76-летию Победы в Великой Отечественной войне 1941—1945 гг., в селе Русская Тростянка Острогожского района Воронежской области установлен памятник (бюст) И. В. Сталину, рядом с памятником В. И. Ленину.
1 июня 2021 года установлен парный памятник Ленину и Сталину в Обнинске Калужской области, возле торгового центра «Мастер» на Киевском шоссе. Этот случай стал вторым в истории современной России. Первый памятник «Ленин и Сталин в Горках» был восстановлен в 2003 году и располагается в Скуратово Тульской области, в музее железнодорожного транспорта.
7 ноября 2021 года, к 104-й годовщине Великой Октябрьской социалистической революции, в городе Нелидово Тверской области на аллее маршалов Великой Отечественной войны установлен памятник (бюст) И. В. Сталину.
19 февраля 2022 года в Грузии, в селе Вариани Горийского района, установлен памятник (в полный рост) И. В. Сталину.
В июне 2022 года в селе Мичурино Северной Осетии возле клуба установлен памятник (бюст) И. В. Сталину.
В декабре 2022 года в Татарстане в Набережных Челнах, на территории частной школы, установлен оригинальный памятник Сталину.
1 февраля 2023 года в Волгограде возле входа в музей-панораму «Сталинградская битва» установили бюст Сталину. Рядом установлены бюсты маршалам Советского Союза Г. К. Жукову и А. М. Василевскому.
9 мая 2023 года, ко Дню Победы в Великой Отечественной войне, в Сочи в Завокзальном районе открыта Аллея маршалов на территории Мемориала Героям Великой Отечественной войны, на Аллее установлен памятник (бюст) И. В. Сталину. Это второй памятник И. В. Сталину в Сочи.
В июне 2023 года в Звенигороде Московской области в парке на улице Советская установлен памятник (бюст) И. В. Сталину. В июле 2024 года неизвестный кувалдой снес памятнику голову.
15 августа 2023 года в Великих Луках в Псковской области, на территории завода «Микрон» был открыт памятник (в полный рост) И. В. Сталину.
В октябре 2023 года в городе Орлов Кировской области в детском парке установлен памятник (бюст) И. В. Сталину.
В октябре 2023 года к 80-летию Битвы за Кавказ в Эльхотово (Северная Осетия) на территории мемориала «Эльхотовские ворота» открыли Аллею Героев Советского Союза, на которой установили памятники (бюсты) Героям Советского Союза и в том числе И. В. Сталину.15 октября установлен второй памятник И. В. Сталину в Эльхотово.
16 декабря 2023 года, к 145-й годовщине рождения И. В. Сталина в Барнауле Алтайского края по инициативе партии «Коммунисты России» открыли «Сталин-центр» с бюстом И. В. Сталину образца 1930-х гг, ранее найденному и восстановленному коммунистами.
5 марта 2024 года, в День памяти И. В. Сталина, в деревне Вутабоси, Канашский округ, Республика Чувашия, установлен памятник (бюст) И. В. Сталину.
В августе 2024 года в Курейке Красноярского края на территории бывшего советского музея Сталина установлен памятник И. В. Сталину (в полный рост).
2 ноября 2024 года памятник (бюст) И. В. Сталину установлен в Находке, Приморский край. Открытие памятника
произошло по инициативе КПРФ и приурочено к 80-летию Победы в Великой Отечественной войне.
7 ноября 2024 г., в день Великой Октябрьской социалистической революции, возле дома участника Великой Отечественной войны торжественно открыт памятник (бюст) И. В. Сталину в селе Хорабыр (Красночетайский район, Республика Чувашия).
21 декабря 2024 года памятник Сталину в полный рост был установлен в Вологде на территории дома-музея «Вологодская ссылка», в котором Сталин жил с декабря 1911 года по февраль 1912-го. Установку монумента губернатор Вологодской области Георгий Филимонов объяснил «запросом» со стороны общества. 9 июля 2025 года Арбитражный суд Вологодской области вынес решение убрать памятник советскому лидеру Иосифу Сталину, установленный в областном центре в музее-заповеднике. Причиной стали найденные, по мнению прокуратуры, нарушения во время создания и установки монумента.
В декабре 2024 года установлен памятник И. В. Сталину в селе Нарт Северной Осетии.
10 апреля 2025 года в Омске установлен необычный памятник из дерева (в полный рост) И. В. Сталину возле кафе «Вартан» на окраине города.
2 мая 2025 года открыт памятник (бюст) И. В. Сталину в Серпухове Московской области в холле офиса АО «Дашковка».
4 мая 2025 года, к 80-й годовщине Победы в Великой Отечественной войне в поселке Кадуй (Череповецкий район, Вологодская область) установлен памятник (бюст) И. В. Сталину на площади у Дворца Металлургов, возле Краеведческого музея, рядом с памятником В. И. Ленину. Установка нового памятника произошла по инициативе местного отделения КПРФ и ветеранской организации.
5 мая 2025 года, к 80-летию Победы в Великой Отечественной войне и дню рождения бурятского комсомола, открыт памятник (бюст) И. В. Сталину в Улан-Удэ, в поселке Радужный (Республика Бурятия) на территории садоводческого некоммерческого товарищества. Депутат Мосгордумы Мария Воропаева выступила против открытия памятника Иосифу Сталину в столице Бурятии Улан-Удэ в преддверии 80-летия Победы.
6 мая 2025 года установлен памятник (бюст) И. В. Сталину в Мелитополе Запорожской области на Аллее Героев Великой Отечественной войны, которая соединяет нижнюю часть города с площадью Победы. Памятник открыт 8 мая 2025 года в 80-ю годовщину Победы в Великой Отечественной войне.
8 мая 2025 года в селе Амирово (Буздякский район, Башкирия) открыт памятник (бюст) И. В. Сталину. Жители села проголосовали против установки памятника Сталину возле Мемориала героям Великой Отечественной войны и памятник установили на частной территории.
Установлен памятник (бюст) И. В. Сталину в деревне Васютино, Орловская область.
9 мая 2025 года, в день Победы в Великой Отечественной войне, открыт памятник (бюст) И. В. Сталину в Можайске, Московская область.
9 мая, в честь 80-й годовщины Победы в Великой Отечественной войне, в деревне Чирш-Хирлепы (Вурнарский округ, Республика Чувашия) на частной территории открыт памятник (бюст) И. В. Сталину.
15 мая 2025 года в Москве на станции метро Таганская восстановлен горельеф «Благодарность народа вождю-полководцу» со скульптурой И. В. Сталину.
22 мая 2025 года во Владикавказе, Северная Осетия, на территории Мемориала Слава открыт памятник (бюст) И. В. Сталину.
За пределами России памятник И. В. Сталину (в полный рост) установлен 21 июня 2025 года в Цхинвале, Южная Осетия, возле предприятия хлебобулочных изделий.
1 июля 2025 года в Никольске Вологодской области в парке им.50-летия Победы возле школы № 2 установлен памятник (бюст) И. В. Сталину.
9 июля 2025 года в Калининграде в Доме офицеров Балтийского флота на улице Кирова торжественно открыли памятник (бюст) И. В. Сталину.